# Marele dodecicosaedru
În geometrie marele dodecicosaedru este un poliedru stelat uniform, cu indicele U63. Are 32 de fețe (20 hexagoane și 12 decagrame), 120 de laturi și 60 de vârfuri. Având 32 de fețe este un icosidodecaedru neconvex. Un poliedru neconvex are fețe care se intersectează care nu reprezintă laturi sau fețe noi. Doar cele marcate cu sfere aurii sunt vârfuri, iar cele cu linii argintii sunt laturi.
Figura vârfului este un antiparalelogram. Are un simbol Wythoff compus, 3 5/3 (3/2 5/2) |, pentru a-l genera necesitând două triunghiuri Schwarz diferite: (3 5/3 3/2) și (3 5/3 5/2) . (3 5/3 3/2 | reprezintă pe marele dodecicosaedru cu un plus de 12 {10/2} pentagoane, iar 3 5/3 5/2 | îl reprezintă cu un plus de 20 6/2 triunghiuri.)
Însă figura vârfului 6.10/3.6/5.10/7 este și ea ambiguă, având în jurul fiecărui vârf câte două fețe stelate în sens direct și câte două stelate retrograd.

## Imagini
| Colorare tradițională | Colorare modulo-2 |

## Mărimi asociate

### Coordonate carteziene
Având în comun vârfurile cu marele dodecicosidodecaedru ditrigonal, coordonatele carteziene ale vârfurilor unui mare dodecicosaedru cu lungimea laturii 2 centrat în origine, sunt toate permutările pare ale:
{\displaystyle \left(\,\pm 1,\,\pm 2(\varphi -1),\,\pm \varphi \,\right)}
{\displaystyle \left(\,0,\,\pm (2-\varphi ),\,\pm {\sqrt {5}}\,\right)}
{\displaystyle \left(\,\pm 1,\,\pm 2,\,\pm (2-\varphi )\,\right)}
unde {\displaystyle \varphi ={\frac {1+{\sqrt {5}}}{2}}} este secțiunea de aur.

### Raza sferei circumscrise
Raza sferei circumscrise pentru lungimea laturii a este:
{\displaystyle R={\frac {1}{4}}{\sqrt {34-6{\sqrt {5}}}}\,a\approx 1,134229\,a.}

## Poliedre înrudite
Are în comun aranjamentul vârfurilor cu dodecaedrul trunchiat. În plus, are în comun aranjamentul laturilor cu marele icosicosidodecaedru 
(având în comun fețele hexagonale) și cu marele dodecicosidodecaedru ditrigonal (având fețele decagramice în comun).

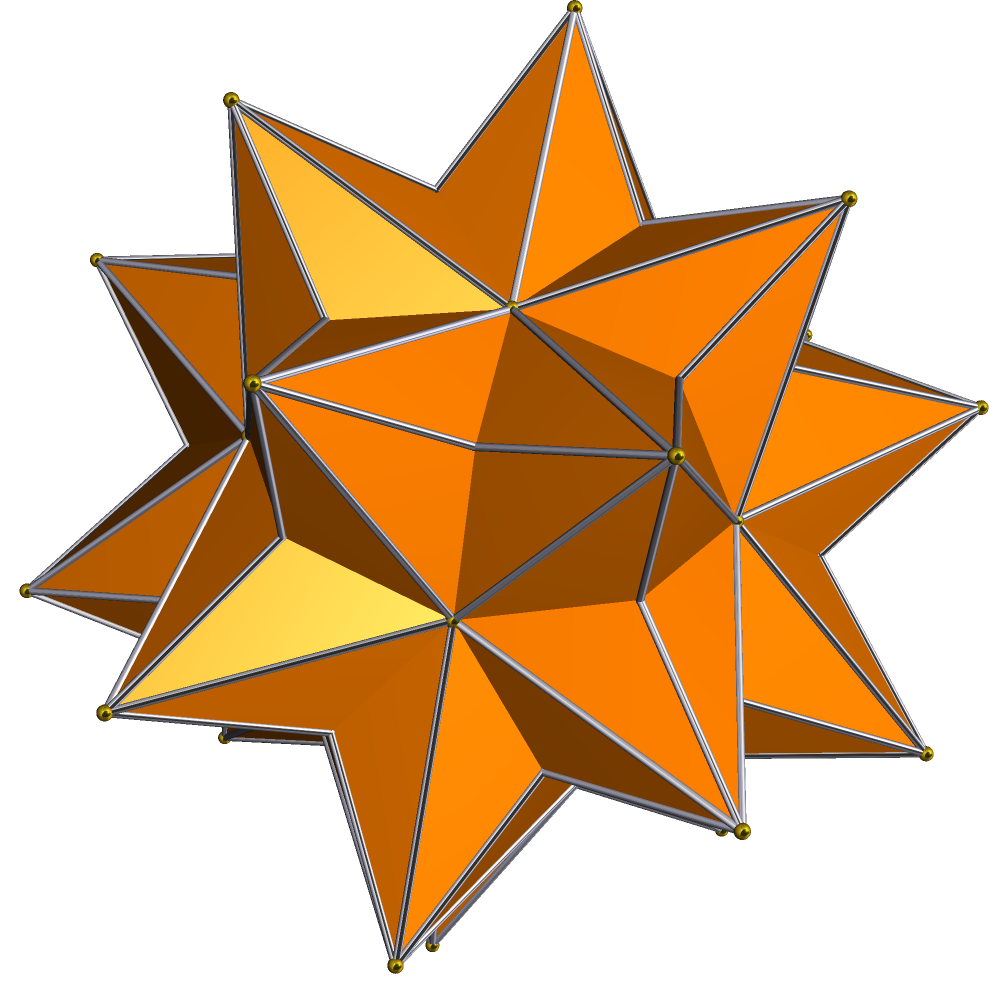
Dual: Marele dodecicosacron

| Dodecaedru trunchiat | Marele icosicosidodecaedru | Marele dodecicosidodecaedru ditrigonal | Marele dodecicosaedru |

### Poliedru dual
Dualul său este marele dodecicosacron.